# 白髭神社 (墨田区東墨田)

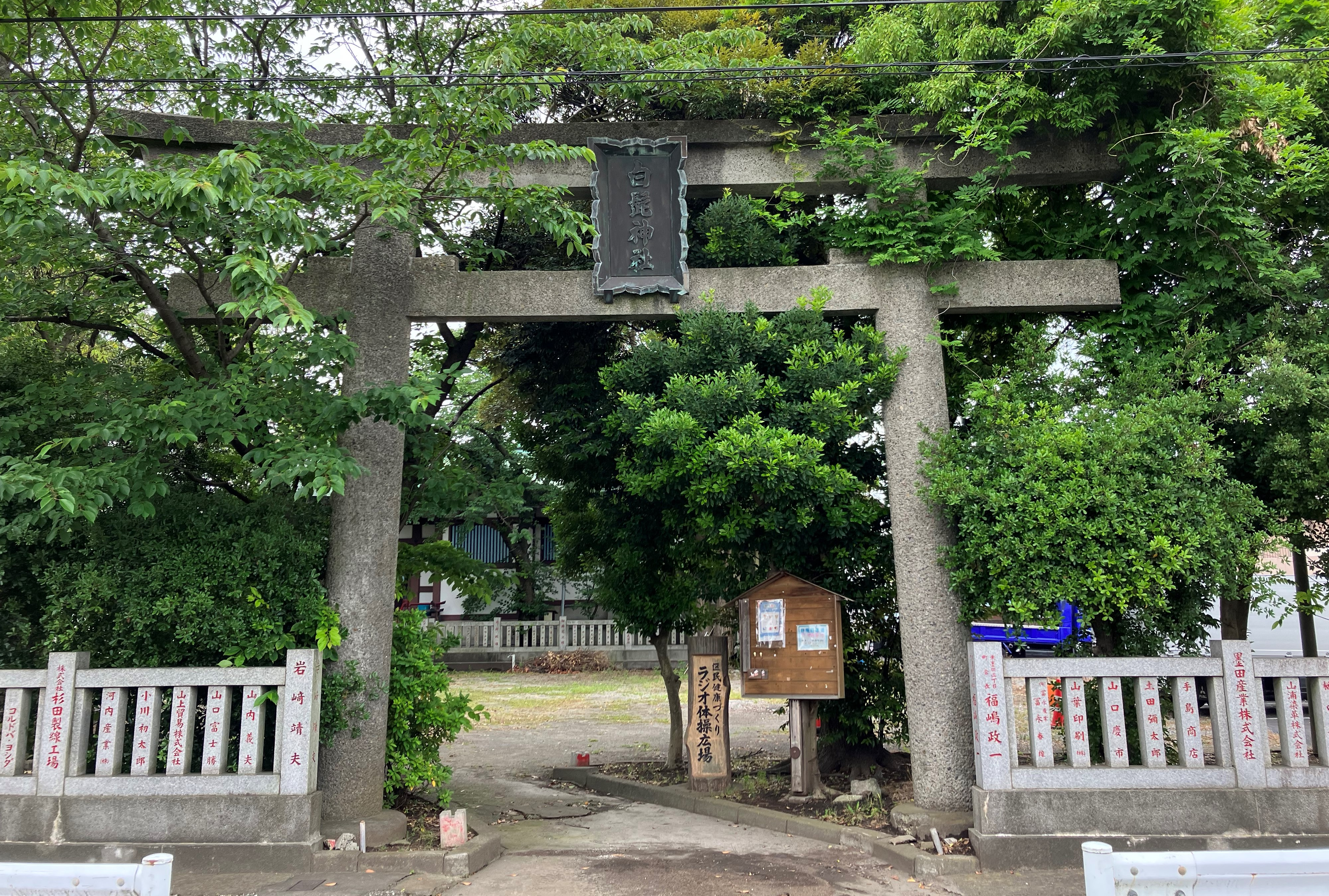
鳥居

白髭神社（しらひげじんじゃ）は東京都墨田区東墨田の神社。

## 概要
創建年代は不明である。上木下川村・下木下川村の鎮守であった。元々は別の場所にあったが、大正期の荒川放水路の開削により、現在地に移転した。
1970年（昭和45年）に新しい建物に再建されている。なお境内には、当地で活動していた富士講の碑がある（富士塚は元から存在しない）。

## 交通アクセス
- 八広駅より徒歩15分。